# Miguel F. Martínez
Miguel Filomeno Martínez Pérez (Monterrey, Nuevo León, 5 de julio de 1850 - ibídem, 3 de febrero de 1919) fue un destacado ingeniero, educador y músico mexicano, uno de los representantes de la Escuela Nuevoleonesa, junto a Pablo Livas y Serafín Peña.

## Biografía
Nació en Monterrey, Nuevo León, el 5 de julio de 1850, siendo hijo de Antonio Martínez Romero y de Francisca Pérez Montalvo. Inició su educación primaria a los 4 años. Poco después de que cumpliera los siete años, el Congreso del estado designó gobernador a Santiago Vidaurri. Después de terminar la primaria, a principios de 1862, se dispuso a aprender el oficio de su padre, es decir, el de pintor.
Muy joven descubrió su pasión por la música, y fue iniciado en el por su propio padre, convirtiéndose en poco tiempo en un buen flautista. Ingresó primero a una orquesta de muchachos que organizó Juan Nepomuceno Salas, y de ahí pasó a formar parte de una orquesta más formal, donde, bajo la batuta de Albino Sarabia, tuvo a su cargo la ejecución del octavino o flautín.
En 1864 había adelantado lo bastante como para ingresar en la mejor orquesta de Monterrey, dirigida por el violinista Miguel Gómez; esta experiencia le ayudó a perfeccionar la lectura de música. El joven Miguel combinó este aprendizaje con los cursos normales de secundaria y ese mismo año empezó a tomar sus lecciones de latín, filosofía y matemáticas.
A mediados de 1865 el imperio de Maximiliano promulgó una Ley de Instrucción General, que calusuró todos los colegios activos en los estados. Sin embargo, los maestros siguieron impartiendo clases en sus domicilios. Al finalizar la intervención francesa, las clases se normalizaron y en 1868 Miguel recibió su primer premio de estudiante  por el tercer curso de filosofía. Ese mismo año comenzó a colaborar con Serafín Peña, seis años mayor que él, como ayudante y maestro auxiliar.
Fue unos de los primeros 30 alumnos que se incorporaron a la clase de Agrimensura, en la que sería la primera generación de ingenieros topógrafos del Colegio Civil. Al abrirse las inscripciones para el segundo curso, solamente Miguel se anotó, de modo que el gobierno clausuró la carrera. Sin embargo, él siguió estudiando en forma particular con el único ingeniero que había en Nuevo León, Francisco Leónides Mier.
En 1870 empezó a trabajar formalmente como maestro dirigiendo una de las dos escuelas públicas que había en la ciudad. Cuando prácticamente había concluido sus estudios profesionales, fue incorporado como ingeniero militar para aprovechar sus conocimientos de topografía y fortificación durante el asedio a Saltillo.
Presentó su examen profesional el 31 de octubre de 1871, obteniendo el único título del ramo que produjo el Colegio Civil. Fue designado ingeniero de la ciudad en enero de 1872. Realizó trabajos de topografía en distintas partes de Nuevo León y Coahuila. En 1874 fundó el periódico literario El Jazmín, descrito como el primer periódico ilustrado que circuló en Monterrey, publicación que tuvo una vida efímera.
Contrajo matrimonio con Josefa Rendón el 2 de mayo de 1875. Reanudó sus labores como maestro, creando un colegio privado para atender la crecientes necesidades de Monterrey, que por aquel entonces tenía poco más de 30 mil habitantes, pero tuvo que clausurarlo, debido a los trastornos políticos locales. Se dedicó a actividades topográficas y musicales.
En 1877 aceptó la dirección de la Escuela Pública de Niños de Lampazos, donde dirigió la banda municipal de música. Regresó ese mismo año a Monterrey, donde fundó su Colegio Particular para Internos, escuela que estuvo funcionando hasta 1881.
En 1879 fundó el seminario Flores y Frutos y colaboró en el diario La Revista, con crónicas musicales que reseñaban los espectáculos que se presentaban en el Teatro Progreso.
En 1880 fue designado regidor comisionado de instrucción primaria en el Ayuntamiento de Monterrey, cargo que desempeñó, con algunas interrupciones, hasta 1901. También figuró como procurador municipal e incluso figuró como diputado suplente, aunque nunca tuvo ocasión de jercer este cargo.
En 1881, el gobernador Viviano L. Villarreal ordenó reabrir la escuela normal y le encargó a Miguel dirigirla, razón por la cual cerró su colegio. Así, dirigía la Escuela Normal de Profesores durante la noche, mientras que durante el día se dedicaba a la inspección de las escuelas primarias de Monterrey. Intervino, en 1882, en la creación de la Biblioteca Pública del Estado.
En esa época creó el periódico mensual La Escuela Primaria, foro que aprovechó para difundir entre el profesorado nuevoleonés las tesis pedagógicas de Horace Mann y Domingo Faustino Sarmiento.
Entre 1883 y 1885 se vio obligado a dejar sus puestos oficiales para regresar a sus actividades topográficas.
Fue Miguel F. Martínez quien organizó la II Exposición Industrial del Estado, en 1888. Siendo director de Instrucción Pública en 1892, creó la Academia Profesional para Señoritas. Ese mismo año fue nombrado director general de Instrucción Pública en el Distrito Federal, cargo que ocupó desde ese año hasta 1900. En los años de 1900 y 1901 fue director del Colegio Civil de Nuevo León.
Desde la fundación de la Universidad Nacional, en 1910, fungió como consejero ex officio. Dirigió la Escuela Nacional de Maestros de 1911 a 1914. Volvió a Monterrey en 1915, donde fue nombrado director de las escuelas normales del estado. Ocupó varios cargos de elección popular, siendo senador por Durango.
Asistió a algunos congresos y fue miembro de importantes sociedades y academias científicas. Como escritor, fundó en 1880 en Monterrey El Horario. Dirigió también El Jazmín, ambos con cuerpo redactor de mujeres. Fundó en México el Boletín de Instrucción Primaria y la Escuela Mexicana. Escribió bajo el seudónimo de Lino.
En 1918 el Congreso del Estado le declaró Benemérito de la Educación Nuevoleonesa. Murió en Monterrey el 3 de febrero de 1919.

## Escritos
- La Gruta de Pesquería... (1893)
- Informe, Año escolar de 1892; Reseña Histórica de la Instrucción Pública en Nuevo León, desde sus orígenes hasta 1891 (1894)
- Una ascensión al Popocatépetl (1911)